# Renato Molinari
Renato Molinari (... – Tripoli, 16 gennaio 1948) è stato un direttore della fotografia, regista e sceneggiatore italiano, attivo durante la stagione del cinema muto.
Artista dal multiforme ingegno ed uomo di cultura, si impegnò nel cinema sin dagli albori, spesso collaborando con il fratello Aldo (noto come l'antesignano dei giornalisti di guerra e celebre disegnatore).
Morì assassinato a Tripoli dopo la fine della seconda guerra mondiale.

## Filmografia
- O Roma o morte (1913) (direttore della fotografia)
- Il figlio (1913) (direttore della fotografia)
- Il mio gregge (1914) (direttore della fotografia)
- Naufraghi (1914) (direttore della fotografia)
- Raffiche (1914) (direttore della fotografia)
- Per il trono (1916) (direttore della fotografia)
- Oltre l'oceano (1918) (regista, direttore della fotografia)
- Una donna di 30 anni (1918) (direttore della fotografia)
- Con la maschera sul volto (1919) (regista e direttore della fotografia)
- La cicala e la formica (1919) (regista e direttore della fotografia)